# Hupyeong-dong
Hupyeong-dong (koreanska: 후평동) är en stadsdel i staden Chuncheon i provinsen Gangwon i den norra delen av Sydkorea, 75 km nordost om huvudstaden Seoul. 

## Indelning
Administrativt är Hupyeong-dong indelat i:
| Namn    | Namn                 | Yta km² | Invånare 31 dec 2020 |
| ------- | -------------------- | ------- | -------------------- |
| 후평1동 | Hupyeong 1(il)-dong  | 1,83    | 12 218               |
| 후평2동 | Hupyeong 2(i)-dong   | 0,69    | 15 074               |
| 후평3동 | Hupyeong 3(sam)-dong | 1,29    | 21 306               |